# ليو دينغ
ليو دينغ (بالصينية: 刘鼎) هو مصور وفنان صيني، ولد في 1976.